# Josef František Frič

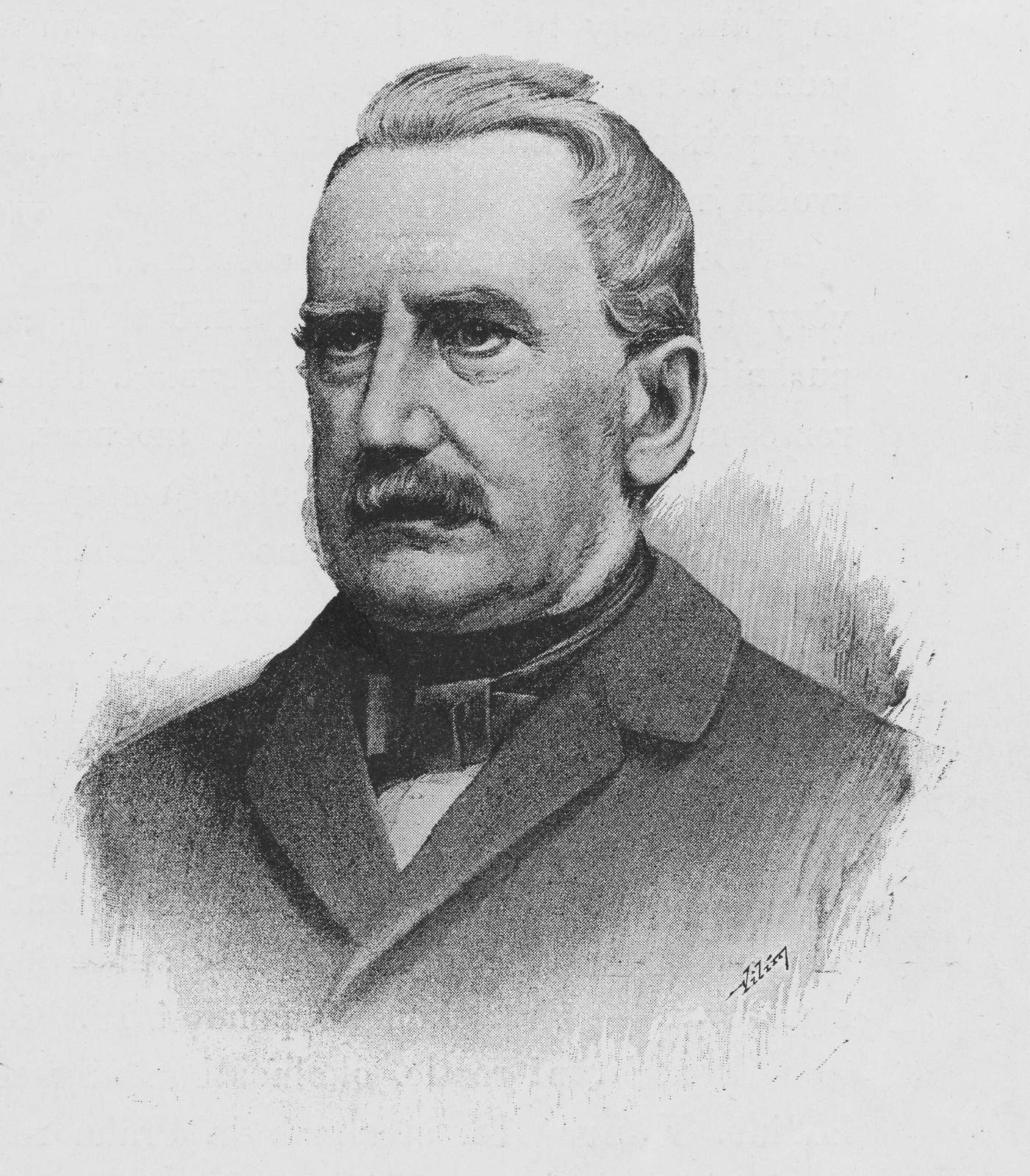
Josef František Frič

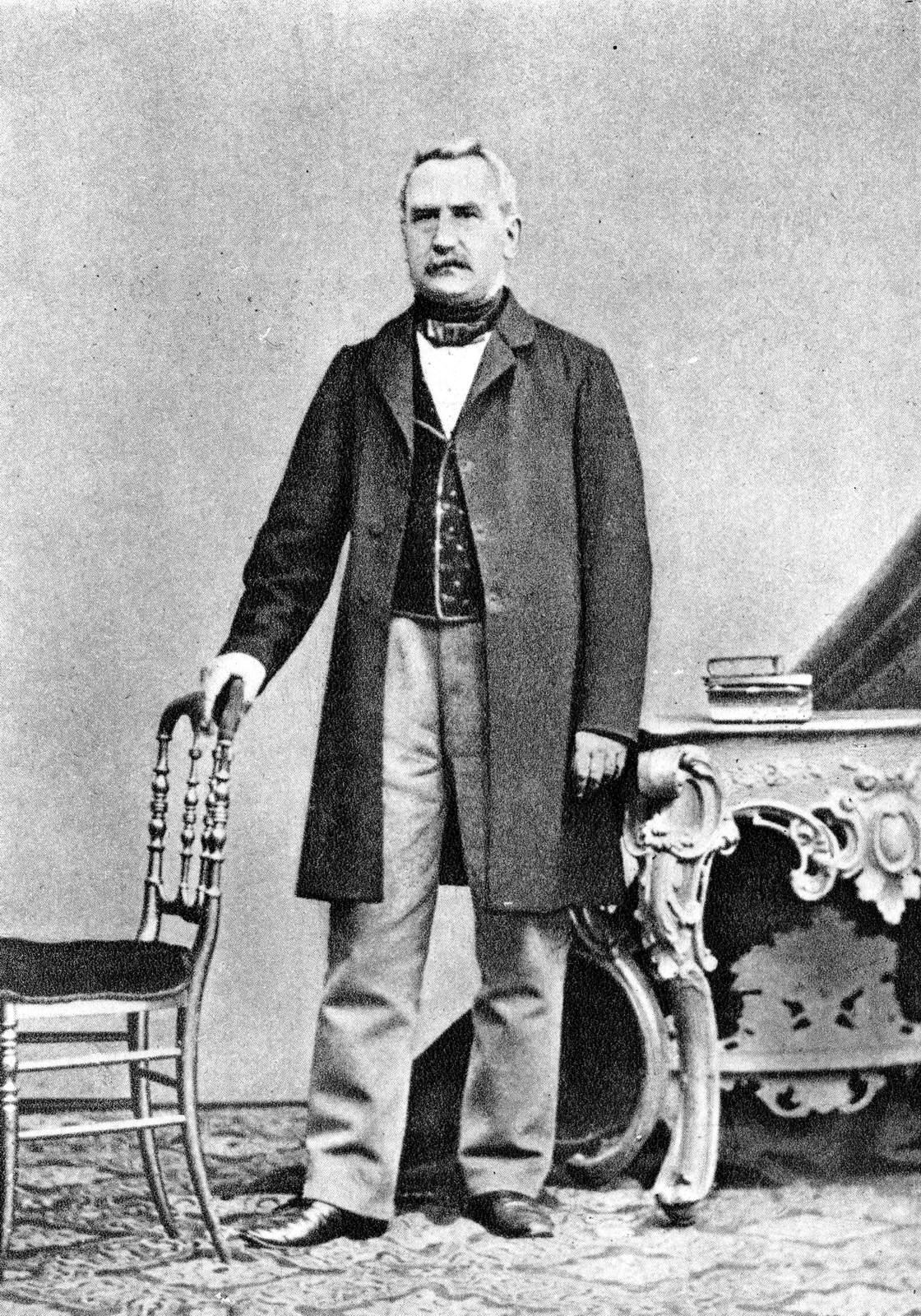
Josef František Frič (Foto um 1870)

Josef František Frič (* 6. März 1804 in Slaný; † 21. Mai 1876 in Prag) war ein böhmisch-tschechischer Anwalt, Unternehmer und Politiker.

## Leben
Der Sohn eines angesehenen Bürgerlichen aus Slaný, studierte Recht an der Prager Universität. Anschließend war er als Rechtsanwalt und seit 1837 als Landesadvokat tätig. Seit 1848 wirkte er an der Karls-Universität. Er machte sich dabei insbesondere um die Einführung der tschechischen Sprache im Rechtswesen verdient.
Im Revolutionsjahr 1848 war er ein gemäßigtes Mitglied des konservativen Komitees des Hl. Wenzel (Svatováclavský výbor). Er war an der Verfassung derer Petitionen beteiligt, entwarf eine neue Konstitution und eine neue Stadtverordnung. Im Juni 1848 wählte man Frič zum Abgeordneten des Landesparlaments. Er sollte für das Reichsparlament kandidieren, wurde jedoch inhaftiert und auf Hradčany gefangen gehalten. Nach seiner Entlassung war er Beisitzer des Prager Gemeindekomitees.
1849 verteidigte er Karel Havlíček Borovský in Kuttenberg. Von 1851 bis zu seinem Ableben war er Mitglied der Prager Gemeindevertretung, 1861 bis 1869 Mitglied des Stadtrates und des Landesparlamentes.
Der Schriftsteller und Politiker Josef Václav Frič, der Zoologe, Geologe und Paläontologe Antonín Frič und der Naturalienhändler Václav Frič waren seine Söhne.

## Werke
- Gemeinsam mit Karel Jaromír Erben und Antonín Strobach übersetzte Frič 1848 die Gerichtsordnung. Dieses wurde zur Grundlage der tschechischen Rechtsterminologie.